# Action Man (1967)
Action Man (Originaltitel: Le Soleil des voyous) ist ein französisch-italienischer Kriminalfilm aus dem 1967 von Jean Delannoy mit Jean Gabin, Suzanne Flon und Robert Stack in den Hauptrollen nach einer Vorlage von J. M. Flynn.

## Handlung
Denis Farrand, ein ehemaliger Gangster, heute ehrbarer Restaurantbetreiber, wird ständig mit der Vergangenheit konfrontiert. Jeden Monat sieht er, wie in der Bank gegenüber unter starker Bewachung Lohngelder der US-Army abgeholt werden. Der Plan, den er schon lange unbewusst ausgetüftelt hat, nimmt Gestalt an, als plötzlich sein alter Bekannter – Jim Beckeley – auftaucht. Die Abenteuerlust und der Einfluss von Beckeley bewirken schließlich, dass Farrand den Plan in die Tat umsetzen will. Der Coup gelingt fast mühelos. Die Beute: 5 Millionen Francs.
Doch der gut ausgetüftelte Plan droht zu scheitern: Erst will Farrands Angestellte Betty eine Beteiligung herausschlagen und dann gibt es noch den Gangsterchef Luigi Savani, der ein großes Ding wittert…

## Kritiken
„Spannender Ganoventhriller.“